# Olympische Sommerspiele 1980/Teilnehmer (Neuseeland)
| Gelbes Symbol für Goldmedaillen mit stilisierten Olympischen Ringen | Graues Symbol für Silbermedaillen mit stilisierten Olympischen Ringen | Braundes Symbol für Bronzemedaillen mit stilisierten Olympischen Ringen |
| ------------------------------------------------------------------- | --------------------------------------------------------------------- | ----------------------------------------------------------------------- |
| —                                                                   | —                                                                     | —                                                                       |

Neuseeland beteiligte sich am Boykott der Olympischen Sommerspiele 1980 in der sowjetischen Hauptstadt Moskau, daher starteten vier neuseeländische Athleten nicht unter der Staatsflagge Neuseelands, sondern der der New Zealand Olympic and Commonwealth Games Association, der Vorgängerorganisation des neuseeländischen NOK.
Flaggenträger war Brian Newth.

## Teilnehmer nach Sportarten

### Kanu
- Ian Ferguson
Einer-Kajak 500 m: 7. Platz
Einer-Kajak 1000 m: 8. Platz

- Alan Thompson
Zweier-Kajak 500 m: im Halbfinale ausgeschieden
Zweier-Kajak 1000 m: 8. Platz

- Geoff Walker
Zweier-Kajak 500 m: im Halbfinale ausgeschieden
Zweier-Kajak 1000 m: 8. Platz

### Moderner Fünfkampf
- Brian Newth
Einzel: 40. Platz